# John McCoy
John Matthew McCoy (Huddersfield, 1950) è un bassista britannico, noto soprattutto per il suo lavoro con Gillan e Mammoth e per numerose altre band e sessioni dalla fine degli anni '60. È anche un esperto chitarrista, batterista, trombettista, violoncellista e contrabbassista. Quasi noto quanto la sua musica è il suo aspetto: appare sempre con occhiali da sole, testa calva e folta barba. Insieme al chitarrista Vic Elmes ed a Liam Genockey alla batteria, McCoy può anche essere ascoltato suonare nel tema dei titoli di testa e di coda della serie TV cult anni '70 Space: 1999.

## Biografia
Negli anni '60, quando aveva 13 anni, mentre era ancora a scuola, McCoy iniziò a suonare come chitarrista solista in un gruppo beat, The Drovers. Nel 1966 risponde ad un annuncio "cercasi chitarrista" sul quotidiano Yorkshire Post di una band chiamata Mamas Little Children, che stava per iniziare la tournée in Germania. McCoy andò al provino scoprendo che il ruolo di chitarrista era già stato assegnato, ma la band aveva ancora bisogno di un bassista. Fece un provino con un basso di ricambio che si trovava sul posto e gli venne assegnato il ruolo. Nel 1968 fu costretto a dimettersi dalla band perché essendo minorenne lavorava illegalmente. Al suo ritorno in Gran Bretagna andò a Londra dove trovò lavoro come turnista per una tournée dell'ex membro dei Drifters: Clyde McPhatter.
Nel 1974, McCoy era membro della band londinese Scrapyard quando reclutarono il chitarrista di origini irlandesi Bernie Tormé. Anche se alla fine Tormé lasciò la formazione per formare il proprio gruppo punk rock, i due si riunirono in seguito nella band del cantante dei Deep Purple: Ian Gillan.
Il 18 luglio 2009, John McCoy si è esibito al Furnace di Swindon Wiltshire, in Inghilterra, con i G.M.T., gruppo formato con Bernie Tormé (leggenda della chitarra già con Gillan e Ozzy Osbourne) e Robin Guy (ex batterista degli Iron Maiden con Bruce Dickinson e Faith No More). Più recentemente John ha suonato con la Tyler Gang, apparendo su un album dal vivo registrato in Svezia.
In seguito John McCoy pubblicò "Trash Basket e Tip-Toe Titters", in un tentativo di penetrare nel genere di basso sperimentale.

## Discografia parziale

### McCoy
- McCoy (1983; EP)
- Think Hard (1984)
- Brainstorm (1998)
- Live 1977 (2000)

### Mammoth
- Mammoth (1988)
- XXXL (1997; inediti e demo)

### Samson
- Survivors (1979)
- Joint Forces (1986)
- P.S.... (2006)

## Gruppi e artisti con cui ha collaborato
- The Drovers
- dren
- Mamas Little Children
- Clyde McPatther
- Welcome
- Curtis Maldoon
- Julie Felix
- V.H.F.
- Scrapyard
- Samson
- John Du Cann
- Riblja Corba
- Francis Rossi
- Andy Bown
- Pete Kircher
- Neo
- Mike Hugg
- ZZebra
- McCoy
- Quadrant
- The Coolies
- Curved Air
- Atomic Rooster
- Bernie Tormé
- Gillan
- Colin Towns
- Sledgehammer
- U.K. Subs
- Mammoth
- Sun Red Sun
- Joey Belladonna
- Rafi Weinstock
- The Split Knee Loons
- Skintight Jaguars
- G.M.T.
- Twin Dragons
- Tyla Gang